# Kabougou
Kabougou, également orthographié Kaabougou, est une commune rurale située dans le département de Tansarga de la province de la Tapoa dans la région de l'Est au Burkina Faso.

## Santé et éducation
Kabougou accueille un centre de santé et de promotion sociale (CSPS).